# Bunopus blanfordii
Bunopus blanfordii är en ödleart som beskrevs av  Strauch 1887. Bunopus blanfordii ingår i släktet Bunopus och familjen geckoödlor. Inga underarter finns listade. Artepitet i det vetenskapliga namnet hedrar geografen William Thomas Blanford som var aktiv i Indien.
Arten förekommer i Israel och Jordanien. Den har en sandfärgad ovansida som är ljus. I ansiktet finns en rödbrun strimma över varje öga. Rödbruna fläckar på ryggen kan bilda tvärband. Undersidan är vit. Honor lägger ägg. IUCN infogar populationen i Bunopus tuberculatus som förekommer fram till Arabiska halvön och Pakistan.